# Monterrey Grand Prix 1982
Il Monterrey Grand Prix 1982 è stato un torneo di tennis giocato sul sintetico indoor. È stata la 2ª edizione del torneo che fa parte del Volvo Grand Prix 1982. Si è giocato a Monterrey in Messico dal 22 al 28 febbraio 1982.

## Campioni

### Singolare maschile
Jimmy Connors ha battuto in finale  Johan Kriek con il punteggio di 6–2 3–6

### Doppio maschile
Victor Amaya /  Hank Pfister hanno battuto in finale  Tracy Delatte /  Mel Purcell con il punteggio di 6–3, 6–7, 6–3